# Marc Stendera
Marc Stendera   (Kassel, 10 de desembre de 1995) és un futbolista professional alemany que juga com a migcampista al club austríac SKN St. Pölten.

## Carrera de club
Durant la temporada 2012-13 va tenir la seva primera aparició a la Bundesliga quan l'Eintracht va jugar contra el Bayern de Múnic a casa quan va ser substituït per Marco Russ al minut 71. Stendera va tenir l'assistència a la victòria de Frankfurt per 1-0 (Russ) contra l'FC Schalke 04 el 21 d'abril de 2013, la seva primera sortida a la Bundesliga.
Stendera va acumular 56 aparicions i va marcar 5 gols amb l'Eintracht durant les temporades 2014–15 i 2015–16, però una sèrie de lesions li van limitar. acció del primer equip durant els seus tres últims anys al club. Va ser alliberat del seu contracte el 2 de setembre de 2019 i es va incorporar a Hannover 96 l'endemà.
El 28 de desembre de 2022, Stendera va acceptar unir-se a 3. Lliga club VfB Oldenburg amb contracte des del 2 de gener de 2023.
El juny de 2023, Stendera va signar un contracte de dos anys amb SKN St. Pölten a Àustria.